# Callistege aurantiaca
Callistege aurantiaca är en fjärilsart som beskrevs av W. Warren 1913. Callistege aurantiaca ingår i släktet Callistege och familjen nattflyn. Inga underarter finns listade i Catalogue of Life.